# Iwan Myron
Iwan Myron ukr. Іван Мирон (ur. 21 listopada 1857 w Załukwi – zm. w 1940 we wsi
Dora k. Jaremcza) – ukraiński działacz społeczny, minister rządu Zachodnioukraińskiej Republiki Ludowej.
Ukończył gimnazjum w Stanisławowie, następnie Uniwersytet Wiedeński. Z zawodu inżynier kolejowy. Po proklamacji Zachodnioukraińskiej Republiki Ludowej sekretarz (minister) transportu w rządach Kostia Łewyckiego i Sydora Hołubowycza.
Członek „Proswity” oraz UNDO.